# Hermano Vianna
Hermano Vianna OMC (João Pessoa, 1960) é um antropólogo, pesquisador musical e roteirista de televisão brasileiro.
Autor dos livros "O Mistério do Samba" (Zahar, 1995) e "O Mundo Funk Carioca" (Zahar, 1988) é também criador dos programas Esquenta!, Central da Periferia, Brasil Legal e Programa Legal (TV Globo).
Hermano é irmão do músico Herbert Vianna.

## Biografia
Hermano nasceu em João Pessoa, no estado da Paraíba em 1960 e morou por longo tempo em Brasília, Guaratinguetá e Santos, tendo se mudado para o Rio de Janeiro em 1977. É mestre e doutor em Antropologia Social pelo Programa de Pós-Graduação em Antropologia (PPGAS) do Museu Nacional/UFRJ, sob orientação do antropólogo Gilberto Velho. Durante o doutorado foi Visiting Scholar na Northwestern University, Evanston, nos Estados Unidos, sob orientação de Howard S. Becker.
Seu livro "O mundo funk carioca" lhe valeu o Troféu Amigo do Funk de 1994.
Hermano trabalha em múltiplas mídias. Fez diversos programas para a televisão, como o documentário "African Pop" na TV Manchete. Foram mais de 60 horas de filmagem, realizadas junto com Belisário Franca, numa extensa pesquisa do universo musical do continente africano, especialmente da música pop. O documentário foi feito pela Metavídeo, do jornalista Roberto Feith. As filmagens ocorreram na Nigéria, Zaire (atual República Democrática do Congo), Senegal, França e Brasil.
Foi responsável por pesquisar e ampliar a visibilidade de inúmeras cenas culturais brasileiras, incluindo o funk carioca (que estudou já na década de 80), o rock nacional, com destaque para bandas de Brasília como a Legião Urbana, Plebe Rude, dentre outras, o Mangue Beat, o Tecnobrega dentre várias outras.
Foi curador de diversos festivais de música e cultura, como o Tim Festival, Carlton Arts, Free Jazz Festival, Hipersônica, o Festival Tordesilhas, Percpan, Baile Skol, dentre outros. Participou da produção do show de Gilberto Gil e David Byrne em Nova Iorque em 2004, em apoio ao projeto Creative Commons.
Em 2005, foi criador do site Overmundo, vencedor do Golden Nica do Prix Ars Electronica em 2007, na categoria Comunidades Digitais. O site foi um dos pioneiros da ideia de jornalismo cidadão no país, tendo por objetivo mapear de forma colaborativa a cultura de todo o Brasil. Também na internet foi criador do blog Obra em Progresso de Caetano Veloso, escrito durante as gravações do disco Zii e Zie. Apreciador de vários estilos musicais foi responsável por apadrinhar o grupo de rap Costa a Costa do integrante Don L em sua primeira mixtape em 2007.
Já escreveu artigos para as principais publicações do país, como Folha de S.Paulo e revistas underground, pouco conhecidas do grande público. Desde 2010 Hermano Vianna escreve uma coluna semanal no jornal O Globo publicada às sextas feiras.
É um dos criadores do programa Esquenta! da Rede Globo, que foi exibido aos domingos e apresentado por Regina Casé. Desde novembro de 2013, integra o programa semanal Navegador na GloboNews, junto com José Marcelo Zacchi, Alê Youssef e Ronaldo Lemos. Outros programas de TV realizados por ele incluem Brasil Legal, Programa Legal, Além-Mar, Baila Caribe!, Na Geral, Central da Periferia. Realizou junto com Gilberto Gil o documentário e programa de televisão Música do Brasil, exibido pela MTV Brasil. O Música do Brasil produziu além da série de TV, caixa de CDs e livro. Fez a consultoria musical para diversos programas de TV e filmes, como "Eu, Tu, Eles" de Andrucha Waddington e a novela Cheias de Charme exibida pela Rede Globo em 2012. 
Foi agraciado com a medalha da Ordem do Mérito Cultural em novembro de 2014, concedida pelo Ministério da Cultura, recebendo o título de Cavaleiro.